# Nicolae Oleinic
Nicolae Oleinic (n. 1943 – d. 18 martie 2019) a fost un politician moldovean, deputat în Parlamentul Republicii Moldova, ales în Legislatura 1994-1998 pe listele Partidului Democrat Agrar din Moldova și în Legislatura 2005-2009 pe listele Partidului Comuniștilor. A fost vicepreședintele comisiei pentru drepturile omului.